# 알베르 루케
알베르 루케 마르토스(Albert Luque Martos, 1978년 3월 11일 ~ )는 스페인의 전 축구 선수이다.
바르셀로나 유소년 팀 출신으로 1998/99 시즌에 19살의 나이로 RCD 마요르카에서 데뷔한 후 두각을 드러내었고 데포르티보 라코루냐에서 활약하며 전성기를 맞이했다. 이후 잉글랜드의 뉴캐슬 유나이티드로 이적했지만 부진한 모습을 보였고, 네덜란드의 아약스를 거쳐 말라가에서 선수 생활을 마감하였다.
2000년 하계 올림픽 스페인 축구 국가대표팀에 선발되어 은메달을 획득하였고, 2002년 FIFA 월드컵과 UEFA 유로 2004에서도 활약하였다.

## 수상 경력

### 클럽
RCD 마요르카
- 수페르코파 데 에스파냐: 1998

데포르티보 라코루냐
- 수페르코파 데 에스파냐: 2002

### 국가대표팀
- 올림픽 축구 은메달: 2000